# Home Lines

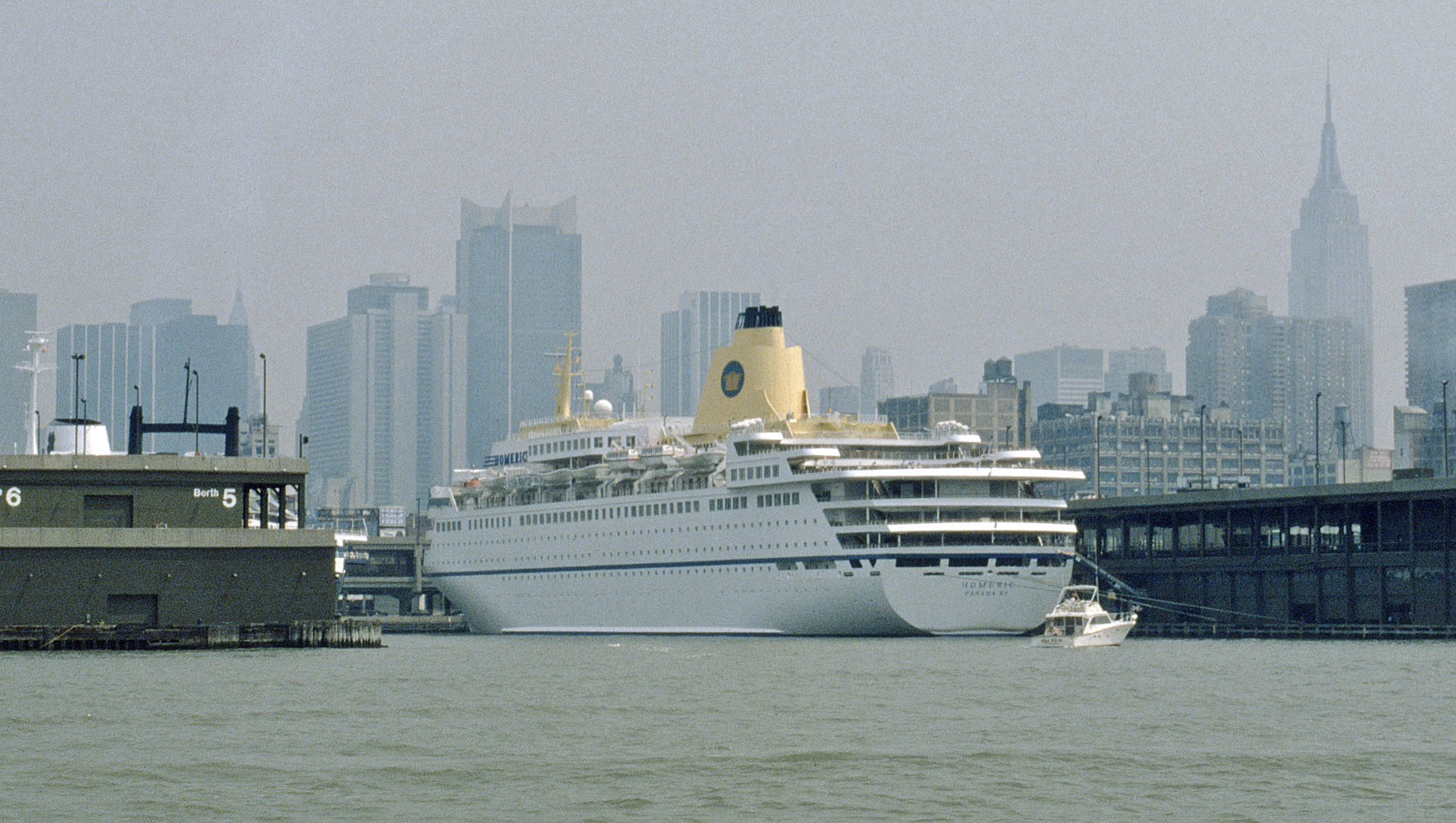
Die Homeric in New York

Die Home Lines war eine italienische Reederei, die von 1946 bis zu ihrer Übernahme durch die Holland-America Line im Jahr 1988 mehrere Passagier- und Kreuzfahrtschiffe betrieb.

## Geschichte
Die Home Lines wurde 1946 mit Unterstützung der Svenska Amerika Linien und der Cosulich Lines von den Brüdern Eugen und Vernicos Eugenides in Genua gegründet. Das erste Schiff der neu gegründeten Reederei wurde im Jahr der Gründung die ehemalige Bergensfjord, die als Argentina in Dienst gestellt wurde. Nachdem anfangs der Linienverkehr nach New York im Mittelpunkt der Reederei stand, wurden die Schiffe der Home Lines ab Mitte der 1960er vorwiegend für Kreuzfahrten eingesetzt.
Erst 1965 wurde mit der Oceanic der erste Neubau der Reederei in Dienst gestellt. Mit der Atlantic und der Homeric folgten 1982 und 1986 weitere große Neubauten. 1988 wurde die Home Lines von der Holland-America Line übernommen und Home Lines noch im selben Jahr aufgelöst.

## Passagierschiffe
| Jahr        | Name      | Tonnage    | Bauwerft                                    | Status/Schicksal               |
| ----------- | --------- | ---------- | ------------------------------------------- | ------------------------------ |
| 1946 (1913) | Argentina | 10.699 BRT | Cammell, Laird & Company, Birkenhead        | 1953 verkauft, 1959 abgewrackt |
| 1948 (1905) | Brasil    | 10.757 BRT | Alexander Stephen and Sons, Glasgow         | 1955 abgewrackt                |
| 1948 (1928) | Italia    | 20.223 BRT | Blohm & Voss, Hamburg                       | 1964 verkauft, 1965 abgewrackt |
| 1949 (1927) | Atlantic  | 17.226 BRT | William Cramp and Sons, Philadelphia        | 1954 verkauft, 1978 abgewrackt |
| 1954 (1931) | Homeric   | 18.017 BRT | Fore River Shipyard, Braintree              | 1974 nach Brand abgewrackt     |
| 1965        | Oceanic   | 38.772 BRT | Cantieri Riuniti dell’Adriatico, Monfalcone | 1986 verkauft, 2012 abgewrackt |
| 1973 (1964) | Doric     | 25.338 BRT | Chantiers de l’Atlantique, Saint-Nazaire    | 1980 verkauft, 2001 gesunken   |
| 1982        | Atlantic  | 35.143 BRT | CNIM, La Seyne-sur-Mer                      | 1988 verkauft, 2019 abgewrackt |
| 1986        | Homeric   | 42.092 BRT | Meyer Werft, Papenburg                      | 1988 verkauft, 2022 abgewrackt |